# پل بایوگی امبه
پل بایوگی امبه (انگلیسی: Paul Biyoghé Mba؛ زادهٔ ۱۸ آوریل ۱۹۵۳) سیاست‌مدار اهل گابن است.
وی نخست‌وزیر سابق گابن است.